# Gabinet Juncker-Asselborn I
El Gabinet Juncker-Asselborn I va formar el govern de Luxemburg del 31 de juliol de 2004 al 23 de juliol de 2009. Va ser dirigit pel primer ministre Jean-Claude Juncker, i el viceprimer ministre Jean Asselborn.
El gabinet Juncker-Asselborn I va representar una colació entre el Partit Popular Social Cristià (CSV) (Juncker) i el LSAP d'Asselborn, que havien estat elegits els partits més majoritaris en les eleccions legislatives luxemburgueses de 2004.

## Composició
| Nom   | Nom                  | Partit | Càrrec |
| ----- | -------------------- | ------ | --- |
|       | Jean-Claude Juncker  | CSV    | Primer Ministre Ministre de Finances |
|       | Jean Asselborn       | LSAP   | Viceprimer Ministre Ministre d'Afers Exteriors |
|       | Fernand Boden        | CSV    | Ministre d'Agricultura i Viticultura Ministre per a la Classe Mitjana, Turisme i l'Habitatge                                                               |
|       | Marie-Josée Jacobs   | CSV    | Ministre de la Família i la Integració Ministre d'Igualtat d'Oportunitats                                                                                  |
|       | Mady Delvaux-Stehres | LSAP   | Ministre d'Educació Nacional i Formació Professional |
|       | Luc Frieden          | CSV    | Ministre de Justícia Ministre del Tresor i del Pressupost                                                                                                  |
|       | François Biltgen     | CSV    | Ministre de Treball i Ocupació Ministre de Cultura, Ensenyament Superior i Recerca Ministre de Religió                                                     |
|       | Jeannot Krecké       | LSAP   | Ministre d'Economia i Comerç Exterior |
|       | Mars Di Bartolomeo   | LSAP   | Ministre de Salut i Seguretat Social |
|       | Lucien Lux           | LSAP   | Ministre de Medi Ambient Ministre de Transports de Luxemburg                                                                                               |
|       | Jean-Marie Halsdorf  | CSV    | Ministre de l'Interior |
|       | Claude Wiseler       | CSV    | Ministre de Funció Pública Ministre de Reforma Administrativa Ministree d'Obres Públiques                                                                  |
|       | Jean-Louis Schiltz   | CSV    | Ministre de Cooperació i Afers Humanitaris Ministre de Mitjans de Comunicació                                                                              |
|       | Nicolas Schmit       | LSAP   | Ministre delegat d'Afers Exteriors i Immigració |
|       | Octavie Modert       | CSV    | Secretari d'Estat de Relacions amb el Parlament Secretari d'Estat d'Agricultura i Viticultura Secretari d'Estat de Cultura, Ensenyament Superior i Recerca |
| Font: |                      |        | |